# Генрик Левчук
Генрик Левчук (пол. Henryk Lewczuk; 4 липня 1923, Холм — 15 червня 2009, там же) — польський націонал-консервативний політик, учасник антинацистського опору антикомуністичного партизанського руху. Боєць Армії Крайової, активіст підпільної організації Свобода та Незалежність. У 1948—1992 роках — політичний емігрант. У Третій Речі Посполитій — депутат сейму.

## Партизан
Навчався у холмській гімназії. У 1939 році змушений був перервати навчання через початок Другої світової війни. Брав участь у боях з німцями, командував взводом Армії Крайова (АК). Після вступу до Польщі радянських військ у 1944 році отримав направлення до холмського артилерійського училища.
У 1945 році Генрик Левчук приєднався до антикомуністичного підпілля. Поряд з іншими молодими активістами, він не визнав наказу про розпуск АК, виданого 19 січня 1945 року. Приєднався також до організації збройного підпілля Свобода та Незалежність. Мав звання поручника (лейтенанта), використовував псевдонім Młot (Молот).
Генрик Левчук сформував активний загін антикомуністичних партизанів, який діяв у районі Холма. Найбільшою акцією загону була атака на Грубешів у ніч проти 28 травня 1946 року — напад на управління Міністерства громадської безпеки у Грубешеві та звільнення політв'язнів з місцевої в'язниці (у піхотному полку, який переслідував партизан, який переслідував партизан при відході з Грубешева служив лейтенант Войцех Ярузельський). Важливою та вельми нехарактерною відмінністю Грубешівської атаки була бойова співпраця польських антикомуністів з бійцями УПА.

## Емігрант
Посилення репресій змусило Левчука у 1948 році емігрувати з Польщі. За його словами, таке рішення він прийняв, отримавши від приязного офіцера держбезпеки, повідомлення про те, що його вистежено та скоро вб'ють.
Через Австрію та Західну Німеччину Левчук перебрався до Франції. Працював на заводі, згодом став директором Центру інформатики. Брав участь у діяльності польської антикомуністичної еміграції. У французькому політичному житті орієнтувався на праві кола та персонально на Жака Ширака.

## Політик
У 1992 році, після зміни суспільно-політичного ладу, Генрик Левчук повернувся до Польщі. Активно включився у політичний процес Третьої Речі Посполитої. Стояв на позиціях правоконсервативної націонал-демократії. У 1995 році приєднався до націонал-консервативного Руху польської реконструкції Яна Ольшевського (ROP) — поряд з такими відомими діячами, як Северин Яворський і Корнель Моравецький.
У 1997 році Генрик Левчук балотувався у сенат, проте не обраний. У 1994—2001 роках був депутатом міських рад Холма та Любліна. На парламентських виборах 2001 року обраний до сейму від Ліги польських родин, проте вступив до депутатської групи ROP. На виборах 2005 року балотувався до сейму від партії Патріотичний рух, але обраний не був.
28 листопада 2008 року президент Польщі Лех Качинський вручив Генрику Левчуку Командорський хрест з зіркою Ордену Відродження Польщі.

## Смерть
Генрік Левчук помер у рідному Холмі, трохи не доживши до 86 років. Похований у сімейному склепі на парафіяльному кладовищі. Жалобна церемонія проводилася з військовими почестями, з промовою виступив Ян Ольшевський.